# Hemispingus
Hemispingus är ett fågelsläkte i familjen tangaror inom ordningen tättingar. Släktet omfattar traditionellt 12-15 arter som förekommer i Anderna från norra Colombia och Venezuela till västra Bolivia. Genetiska studier visar dock att Hemispingus är kraftigt parafyletiskt gentemot exempelvis sångfinkarna i Poospiza och släktet Thlypopsis. Arterna har därför tilldelats nya trivialnamn och flyttats till andra släkten enligt följande:
- Pseudospingus
  - Gråkronad tangara (P. verticalis)
  - Gulögd tangara (P. xanthophthalmus)

- Poospiza
  - Gråryggig hemispingus (P. goeringi)
  - Rostbrynad hemispingus (P. rufosuperciliaris)

- Kleinothraupis
  - Gråkronad hemispingus (H. reyi)
  - Svartkronad hemispingus (H. atropileus)
  - Gulbrynad hemispingus (H. parodii)
  - Orangebrynad hemispingus (H. calophrys)

- Sphenopsis
  - Olivhemispingus (S. frontalis)
  - Svartörad hemispingus (S. melanotis)
    - Ockrabröstad hemispingus (S. [m.] ochraceus) – urskiljs ofta som egen art
    - Piurahemispingus (S. [m.] piurae) – urskiljs ofta som egen art

- Thlypopsis
  - Vitbrynad tangara (T. superciliaris)

- Microspingus
  - Trestrimmig sångfink (M. trifasciatus)